# Institut Sup’Biotech de Paris

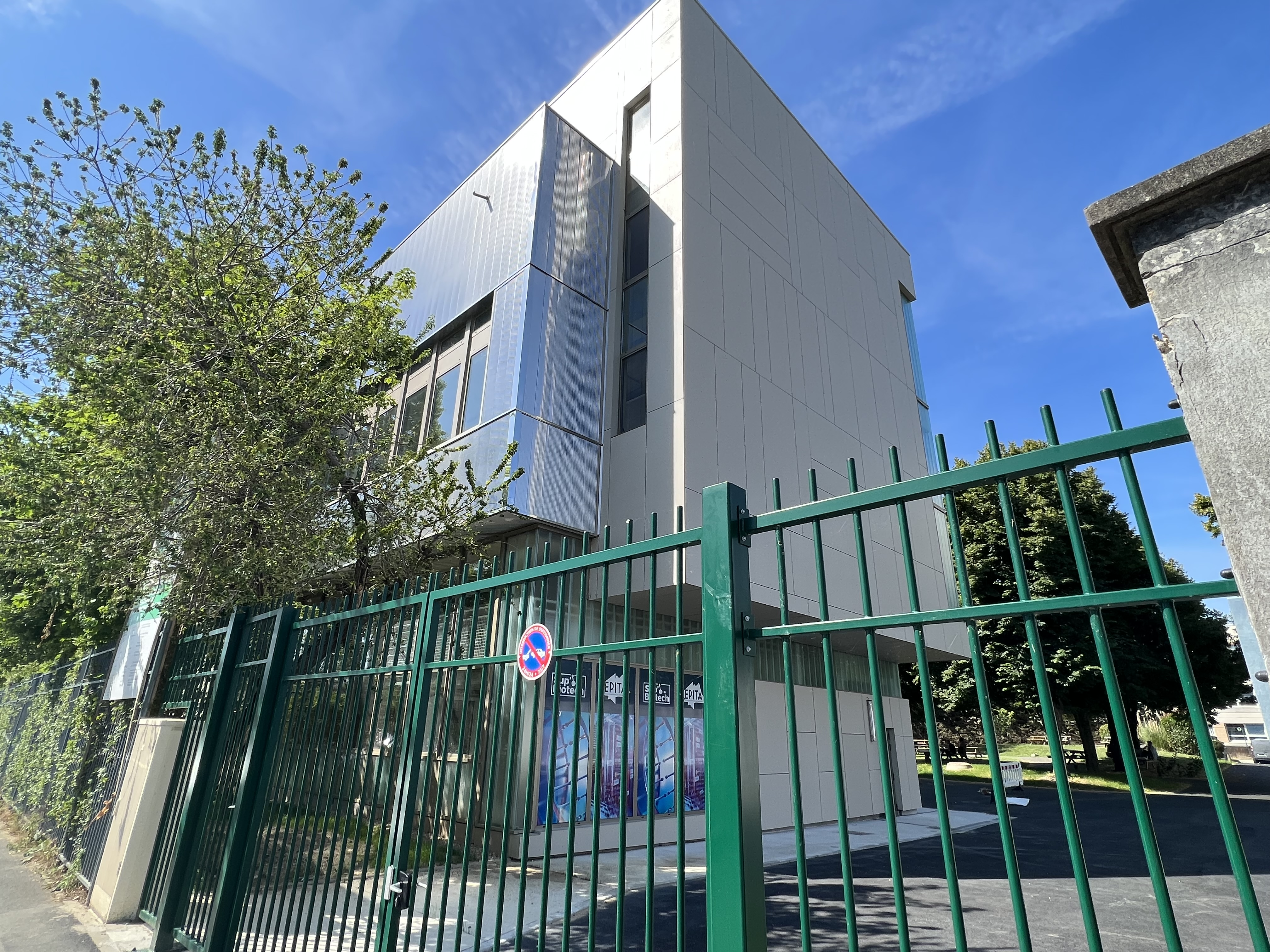
Sup’Biotech Paris

Institut Sup’Biotech de Paris (Sup’Biotech)  ist eine französische Grande école, deren Schwerpunkt die Biotechnologie ist. Die 2003 gegründete Schule ist Mitglied der IONIS Education Group.

## Lehrstühle
Die fünf Lehrstühle verteilen sich auf:
- Agrar-, Forst-, Wasser- und Umweltwissenschaften und Technologie;
- Biowissenschaft und Gesundheit;
- Lebensmittelwissenschaft und Biomaterial;
- Sozial-, Wirtschaftswissenschaften und Management;
- Mathematik, Informatik und Physik.[3]

## Abschlüsse
Sup’Biotech bietet im Rahmen seines wissenschaftlichen Programmes die Abschlüsse Bachelor of Science und Master of Science an.